# 네덜란드어
네덜란드어(네덜란드어: Nederlands 듣기 (도움말·정보))는 네덜란드와 벨기에 플란데런 지방에서 주로 사용되는 인도유럽어족 서게르만어군에 속한 언어이다. 언어가 유래한 네덜란드와 벨기에 뿐 아니라 수리남과 프랑스, 인도네시아, 캐나다의 일부 지역에서도 사용되는데, 총 모어 화자 수는 약 2,500만 명으로 게르만어파 언어 중 영어와 독일어 다음으로 화자 수가 많다. 네덜란드계 이민자인 보어인들의 영향으로 구 남아프리카에서도 공용어로 지정되어 있었으나 1925년부터는 지역적 변종인 아프리칸스어가 그 지위를 대체했다.

## 계통
네덜란드어의 문법은, 통사론의 측면에서는 독일어와 유사한 면이 많으며, 형태론의 측면에서는 독일어보다 덜 복잡하여 오히려 영어에 가깝다. 네덜란드어는 3개의 문법적 성이 존재하나 남성 명사와 여성 명사를 구분하는 문법적 기능이 없어 실제로는 통성(남성과 여성을 아우르는 성)과 중성의 두 개의 성 있는 것과 마찬가지이며, 이 점에서는 스웨덴어나 덴마크어와 같다. 또한 네덜란드어의 어휘는 영어보다 훨씬 더 게르만어 계통의 어원인 것들이 많다.
아프리칸스어는 네덜란드어에서 파생한 언어로 문법/음운적으로 구분되나 대개 상호소통이 가능하다.

## 역사
네덜란드어는 고대 프랑크어에서 갈라져 나온 언어이다. 또한 북해 게르만어 비음 소실을 겪지 않기도 했으나 자체적인 음운 변이는 있었다. 고대 네덜란드어는 고대 영어와 마찬가지로 복잡한 굴절어였으나 후대에 오면서 굴절어적 특징이 많이 사라져 현대 영어와 마찬가지로 거의 고립어가 되어버렸다.

### 타 언어에의 영향
한때 넓은 강역의 식민제국을 건설하고 여러 나라와 무역했던 네덜란드이기에, 여러 비유럽 언어들에 그 족적을 남겼다. 인도네시아어의 어휘 상당부분이 네덜란드어로부터의 차용어이며, 일본어에도 많은 외래어를 남겼다. 일본어로의 차용어들 중 일부는 한국어에도 유입되었는데, 그 예로는 웨하스, 엑기스(extract), 고무(gom), 모르모트(marmot) 등이 있다.

## 음운

### 문자
- A, a: /ä/
- B, b: /pɛ̝/
- C, c: /sɛ̝/
- D, d: /tɛ̝/
- E, e: /ɛ̝/
- F, f: /ɛ̝f/
- G, g: /cɛ̝/
- H, h: /hä/
- I, i: /i/
- J, j: /jɛ̝/
- K, k: /kʰä/
- L, l: /ɛ̝l/
- M, m: /ɛ̝m/
- N, n: /ɛ̝n/
- O, o: /ɔ̝/
- P, p: /pʰɛ̝/
- Q, q: /cʰy/
- R, r: /ɛ̝r/
- S, s: /ɛ̝s/
- T, t: /tʰɛ̝/
- U, u: /y/
- V, v: /fɛ̝/
- W, w: /ʋɛ̝/
- X, x: /i̯ks/
- Y, y: /ɛ̝i̯/
- Z, z: /sɛ̝t/

## 문법
네덜란드어에서는 단어의 성에 따라 관사나 형용사가 굴절하고, 동사도 인칭과 수에 따라 굴절하나, 격에 따른 굴절은 거의 없다. 또한 네덜란드어는 독일어처럼 분사가 동사 뒤에 나오는 것이 아니라 명사 뒤에 나온다. 네덜란드어 문법 참조.

## 예문
Wilhelmus van Nassouwe, ben ik van Duitsen bloed.
빌헬뮈스 판나사우어, 벤 익 판 다위천 블루트.
나사우가의 빌럼공, 나는 네덜란드인의 혈통이다. (네덜란드의 국가)

Ik zal handhaven.
익 잘 한드하번.
나는 유지할 것이다. (네덜란드의 표어)

VASTBESLOTEN,komende geslachten te behoeden voor de gesel van de oorlog, die tweemaal in ons leven onnoemelijk leed over de mensheid heeft gebracht, en.
파스트베슬로턴,코멘더 헤슬라흐턴 터베후던 포르더헤설 판 더 오를로흐, 디 트베이말 인 온스 레번 오누멜레이크 레이트 오버르 더 멘스헤이트 헤이프트 헤브라흐트, 엔.
우리 일생중에 두 번이나 말할 수 없는 슬픔을 인류에 가져온 전쟁의 불행에서 다음 세대를 구하기 위해 결정한다. (국제연합헌장)

Proletariërs aller landen, verenigt U!
프롤레타리어르스 알러르 란던, 페레니흐트 위!
만국의 노동자여, 단결하라! (공산당 선언)

## 같이 보기
- 네덜란드어 문법
- 네덜란드어 연합
- 네덜란드 이름
- 저지 프랑크어
  - 플람스어